# Sterculia spangleri
Sterculia spangleri är en malvaväxtart som beskrevs av Robert Brown. Sterculia spangleri ingår i släktet Sterculia och familjen malvaväxter. Inga underarter finns listade i Catalogue of Life.